# Medier i Italien
Medier i Italien utgörs främst av TV, radio och tidskrifter.
Medierna i Italien är ständigt under en stark mediekoncentration och i de flesta medierna har regeringen en koppling i landets public service.
Italien har en tradition av dagspressutgivning och två av världens äldsta ännu existerande dagstidningar utkommer även där.
Tryck- och yttrandefrihet är garanterade i konstitutionen. Dessa två lagar har därför en stor och viktig roll i hur medierna styrs eftersom många reportrar och andra nyhetsankare som fokuserat och gjort artiklar om den organiserade brottsligheten hotats eller skadats på annat sätt. Man har av samma anledning infört en sträng lag mot förtal.

## Dagspress
Italien har sedan länge en tradition av dagspressutgivning och två av världens äldsta ännu existerande dagstidningar utkommer där. Dessa tidningar kommer ursprungligen från norra Italien och har namnen Gazzetta di Mantova och Gazzetta di Parma, dessa tidningar är grundade 1664 respektive 1735. Italiensk dagspress har en väldigt seriös inriktning och det har lett till en begränsad social spridning. De flesta utgivningarna och upplagorna är koncentrerade till norra Italien.
Ägandet av dagspressen i Italien är splittrat men samtidigt finns det fortfarande många partiägda tidningar. Det finns även två koncerner som är dominerande när det gäller riks spridda samt de större regionala tidningarna, RCS MediaGroup och Gruppo Editoriale L’Espresso.
RCS MediaGroup kontrolleras av familjen Agnelli som även är ägare av Fiatkoncernen. I Fiatkoncernen ingår även Italiens tredje största morgontidning, liberala La Stampa som även den ges ut och styrs av familjen Agnelli. RCS ger ut dagstidningen Corriere della Sera som räknas som Italiens största dagstidning. Corriere della Sera gavs ut i en upplaga på 400 000 ex år 2013. Denna koncern ger även ut Italiens största sporttidning La Gazzetta dello Sport. RCS har även kopplingar och verksamheter i andra länder, som Spanien, Portugal, USA och Kina.
Koncernen L’Espresso kontrolleras av holdingbolaget CIR. CIR ger ut landets näst största tidning, den vänsterinriktade La Repubblica. L’Espresso ger även ut ett 15-tal regionala tidningar, sju veckotidningar, modetidningar och även tidningen L’espresso. L’espressos största konkurrent är det högerinriktade nyhetsmagasinet Panorma som styrs av förlaget Mondadori. Mondadori är Italiens största förlag och även det största förlaget inom veckopress och magasin. Mondadori är kontrollerad av Silvio Berlusconi. Berlusconi styr inte bara över Mondadori utan han äger även flera av Italiens TV-kanaler och har även varit Italiens premiärminister. Mondadori äger inte bara veckopress, tidningar och magasin utan även nio bokförlag och fyra bokhandelskedjor.

## Television & Radio
Italiens TV-marknad domineras av två bolag. Först och främst av det statliga bolaget Radiotelevisione Italiana (RAI) och Mediaset kontrollerad av den före detta premiärministern Silvio Berlusconi. Förutom dessa två bolag finns det andra aktörer på TV-marknaden, till exempel Rupert Murdochs Sky Italia som har ett 10-tal satellitkanaler samt Telecom Italia med ett par kanaler.
RAI klassas som den största TV-aktören i Italien med ett 15-tal TV-kanaler, ett 10-tal radiokanaler. RAI finansieras med hjälp av reklamintäkter och licensavgifter. Företaget RAI startades 1924 med sin första radiosändning, sedan ökade utbudet och de startade med TV-sändningar 1954 och fick till sist sitt nuvarande namn 1945.  När Berlusconi kom till makten 2001-2006 och 2008-2011 utnyttjade han sin status som premiärminister och såg till att ändra i RAI:s ledning, och han såg till att flera journalister som varit kritiska mot honom blev uppsagda.
Mediaset grundades 1978 under namnet TeleMilano. De är landets största privata TV-bolag och expanderade kraftigt under 1980-talet när radio- och TV-monopolet avskaffades. Mediaset hade 2013 sju fria kanaler samt ett antal betalkanaler och nischade kanaler med bland annat sport och film. Från början var bolagets fria kanaler helt inriktade på underhållning och reklam, men när Berlusconi kandiderade i valet 1994 blev kanalerna alltmer språkrör för Berlusconis politik.
Idag finns det finns cirka 2 500 kommersiella radiostationer, de flesta regionala och inriktade på musik. Populäraste stationen är RTL, som är rikstäckande.

## Regler, lagar, censur och yttrandefrihet
Tryck- och yttrandefrihet är garanterade i konstitutionen men trots detta hamnar Italien oftast långt ner i det index för pressfrihet som olika organisationer årligen utför. 2013 gjorde Reportrar utan gränser en utvärdering av Italien och andra länders index för pressfrihet och Italien fick då rankingen 57. Orsaken är främst den stränga lagen mot förtal, den starka mediekoncentrationen och regeringens inblandning i public service. Den stränga lagen mot förtal har lyfts fram eftersom det förekommit enormt många hot och mordförsök mot reportrar som granskar den organiserade brottsligheten. 
Italiens medielandskap kontrolleras inte bara av den starka mediekoncentrationen utan även av en regionalisering när det gäller dagspress och radio. Detta har även en stor påverkan när det gäller Italiens pressfrihetsindex.

## Internet och mobiltelefoni
För att vara EU:s största ekonomi ligger Italien mycket långt efter sina grannländer när det gäller internet. Hastigheterna på internet är extremt låga med ett snitt på 5 MB i städerna och deras abonnemangsavgift är en av de högsta i hela Europa. En konsekvens av det långsamma internet och de extremt dyra abonnemangen är att bara hälften av befolkningen använder internet minst en gång i veckan. Den låga siffran av internetanvändare har inte bara bromsat upp de italienska mediernas digitala satsningar utan påverkar även landets ekonomi.
Fyra mobiloperatörer konkurrerar på marknaden: Telecom Italia Mobile (TIM), Vodafone, Wind och 3. TIM är ett dotterbolag till den statliga operatören Telecom Italia. En tredjedel av abonnenterna har TIM som operatör och det gör dem till den största mobiloperatören i Italien.
Idag har Italien ökat sina satsningar på att bygga ut ett 3G-nätverk. Detta har lett till att användningen av mobiler, surfplattor och datorer ökat och nu når 3G-nätet ut till ca 90% av den italienska befolkningen som använder sig av internet.
De mest populära och besökta sajterna via mobil, surfplatta eller dator är de globala sajterna med Google, Facebook och Youtube i toppen.